# Classe Oberon

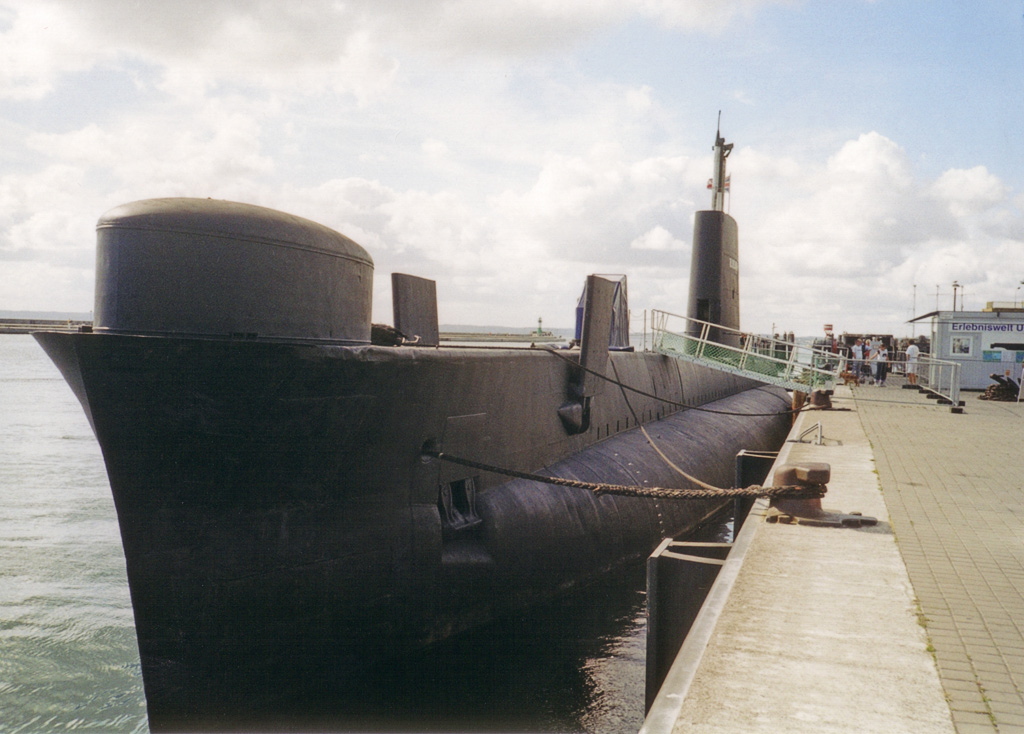
O HMS Otus.

Classe Oberon era uma classe de 27 submarinos diesel-elétricos da Grã-Bretanha construídos com  base na bem sucedida classe de submarinos britânicos Porpoise.
Treze foram construídos para a Marinha Real, enquanto os outros quatorze foram construídos e exportados para marinhas de outros países: seis para a Royal Australian Navy, três para o Royal Canadian Navy (mais tarde Canadian Forces Maritime Command) com um adicional de dois submarinos britânico depois transferidos, três para a Marinha do Brasil, e duas para a Marinha Chilena.
A partir de 2006, pelo menos catorze Oberons confirmadamente sobreviveram de alguma forma: Sete submarinos se tornaram museus ou atrações turísticas, dois foram preservados de forma parcial como monumentos, enquanto cinco estão prestes a serem convertidos em peças de museu, ou estão à espera de outra disposição.

## Design e construção
A classe Oberon era fortemente baseada na Classe Porpoise anterior, que estavam em serviço 1956-1988. O 295,2 pés (90,0 m) Oberons tempo estavam armados com oito 21 polegadas (533,4 milímetros) torpedos: seis tubos em arco, e dois tubos curtos para defesa anti-submarino na popa. O submarino, normalmente realizado um carga de 20 torpedos para os tubos para a frente, uma mistura de Mark Tigerfish e 24 torpedos Mark 8, enquanto apenas dois torpedos pré-carregados foram conduzidos para os tubos de popa. Minas navais poderiam ser levadas ao invés de torpedos: a carga torpedo seria substituído com até 50 Mark Stonefish cinco ou seis minas Mark Sea Urchin. 
As mudanças do projeto Boto foram principalmente para melhorar a força e a discrição do submarino. Ao invés de aço UXW, o casco foi construído a partir QT28 de aço, que era mais fácil de fabricar e mais forte, permitindo que o mergulho submarino mais profundo. Plástico reforçado com vidro foi usado na construção da caixa. 
Electronicos, sonar, radar e sistemas também foram atualizados para a mais recente norma. Os submarinos eram equipados com uma pesquisa de 1002 tipo de superfície e radar de navegação, um tipo de sonar 187 ataque ativo-passivo, e uma gama 2007 Tipo de longo sonar passivo.
Os Oberons foram construídas em uma variedade de estaleiros no Reino Unido: os seis australianos e dois submarinos do Chile por Scotts Company Naval e Engenharia (o último foi construído após a fusão Lithgow Scott), os três submarinos brasileiros por Vickers-Armstrong, e os três submarinos canadense em Chatham Dockyard. A construção do submarino britânico foi partilhado entre os quatro estaleiros: os três acima mencionados e Cammell Laird.

## Variações regionais

### Australia
A Royal Navy Austrália adquiriu seis Oberons: um pedido inicial de quatro e de uma segunda ordem de dois. A segunda ordem foi originalmente de quatro submarinos, mas dois foram cancelados em favor da ampliação da RAN Fleet Air Arm. Oberons australiano teve um fitout diferentes eletrônico, utilizando principalmente a americana radar e sistemas de sonar. Eles foram equipados com sonar Sperry vão Micropuffs sonar passivo e ataque Krupp CSU3-41. Em vez de os torpedos British Tigerfish, os australianos utilizado americano Mark 48 torpedos. Eles tinham uma carga um pouco maior, com 22 torpedos para a tubos para a frente, seis dos quais foram pré-carregadas. Pouco depois de entrar no serviço, o torpedo a ré em todos os seis tubos submarinos foram selados.
Os submarinos australianos foram posteriormente atualizado para ser equipado com os mísseis Harpoon subsonic anti-navio. Em 1985, ao largo da ilha de Kauai, no Havaí, HMAS Fornos tornou-se apenas o segundo submarino convencional no mundo e o primeiro Oberon ao fogo uma sub-superfície, lançou mísseis Harpoon, com sucesso, acertando o alvo por cima do horizonte. Por conseguinte, a designação para o Oberons australianos mudaram de SS para SSG.

### Brasil
As principais diferenças entre o Oberons brasileiros e britânicos foi a sistemas de controle de fogo utilizadas, com um sistema de Vickers utilizados. Os três submarinos brasileiros (S Humaitá (S-20), S Tonelero (S-21) e S Riachuelo (S-22)) foram posteriormente atualizados para usar a mais avançada Mod 1 Tigerfish Torpedo.

### Canadá
Os três submarinos canadenses foram construídos com melhores sistemas de ar condicionado, enquanto o maior número possível de componentes comuns foram substituídas por equivalentes canadenses. O Oberons canadense usado Marinha dos Estados Unidos torpedos durante toda a sua carreira: foram inicialmente equipado com torpedo Mark 37, mas depois foram adaptadas para Mark 48 torpedos.

### Chile
Os submarinos chilenos eram idênticos aos seus colegas britânicos, exceto para o transporte de torpedos SUT alemão.